# Pfitscher Bach
Der Pfitscher Bach (italienisch Rio di Vizze) ist ein 27 Kilometer langer linker nordöstlicher Zufluss des Eisack in Südtirol, Italien. Der Pfitscher Bach entwässert das Pfitscher Tal (139,7 km²). Im Oberlauf wird der Bach für die Stromerzeugung gestaut. Wichtigste Zuflüsse sind der Unterbergbach und der Grossbergbach, größter Ort an seinem Lauf ist Wiesen. Der Pfitscher Bach erreicht bei Sterzing das Wipptal, wo er südöstlich des Stadtzentrums in den Eisack mündet.